# Sissi (serie televisiva 2021)
Sissi (Sisi) è una serie televisiva tedesco-austriaca, diretta da Sven Bohse, distribuita in prima visione in Germania sul servizio di streaming RTL+ dal 12 dicembre 2021 al 1º dicembre 2024, con protagonisti Dominique Devenport nel ruolo di Elisabetta "Sissi", Imperatrice d'Austria-Ungheria e Jannik Schümann nel ruolo di Franz Joseph I d'Austria.
In Italia la serie evento è andata in onda in prima serata su Canale 5 dal 28 dicembre 2021 al 6 agosto 2025.

## Trama
La serie racconta la storia della vita di Elisabetta di Baviera diventata Imperatrice d'Austria-Ungheria, soprannominata Sissi, serie che è liberamente ispirata, è in chiave storica con marcati accenni di modernità e anacronismi.
L'azione inizia negli anni dell'adolescenza della futura reale imperatrice. La giovane e spensierata duchessa Elisabetta "Sissi" in Baviera si innamora di Franz Joseph I D'Austria, che sposa a Vienna. In seguito subisce alcuni colpi del destino, inclusa la perdita di due figli e in ultimo di un terzo. È elogiata come la donna più bella d'Europa, ma si sente sempre più sola e rinchiusa nella Corte Imperiale di Vienna.

## Episodi
| Stagione         | Episodi | Pubblicazione Germania | Prima TV Italia |
| ---------------- | ------- | ---------------------- | --------------- |
| Prima stagione   | 6       | 2021                   | 2021-2022       |
| Seconda stagione | 6       | 2022                   | 2022-2023       |
| Terza stagione   | 6       | 2023                   | 2024            |
| Quarta stagione  | 6       | 2024                   | 2025            |

## Personaggi e interpreti

### Personaggi principali
- Elisabetta "Sissi" di Baviera-d'Austria-Ungheria, interpretata da Dominique Devenport, doppiata da Giorgia Brunori.
- Imperatore Franz Joseph I D'Austria, interpretato da Jannik Schümann, doppiato da Emanuele Ruzza.
- Conte Karl Ludwig von Grünne, interpretato da David Korbmann, doppiato da Andrea Oldani.
- Arciduchessa Sophie Friederike von Bayern, interpretata da Désirée Nosbusch, doppiata da Antonella Alessandro.
- Contessa Sophie Esterházy-Liechtenstein, interpretata da Tanja Schleiff, doppiata da Giuppy Izzo.
- Ludovika Wilhelmine von Bayern, interpretata da Julia Stemberger, doppiata da Roberta Pellini.
- Helene "Néné" in Bayern, interpretata da Pauline Rénevier, doppiata da Isabella Benassi.
- Duca Max Joseph in Bayern, interpretato da Marcus Grüsser, doppiato da Nicola Marcucci.
- Conte Andrassy, interpretato da Giovanni Funiati, doppiato da Francesco Venditti.
- Franziska "Fanny" Feifalik (stagione 1), interpretata da Paula Kober, doppiata da Rossa Caputo.
- Bela / Lajos Farkas, interpretato da Yasmani Stambader, doppiato da Raffaele Carpentieri.
- Conte Richard, interpretato da Lasse Möbus, doppiato da Federico Viola.
- Marie, interpretata da Romy Schroeder, doppiata da Sara Ciocca.
- Eugenie de Montijo, interpretata da Marie Sophie von Reibnitz, doppiata da Sara Crescini.
- Contessa Emanuelle Andrássy (stagione 2), interpretata da Amanda da Gloria, doppiata da Sophia Di Pietro.
- Otto von Bismarck (stagione 2), interpretato da Bernd Hölscher, doppiato da Daniele Valenti.
- Ödön Körtek (stagione 2), interpretato da Murathan Muslu, doppiato da Carlo Petruccetti.
- Rudolf d'Austria-Ungheria (stagioni 3-4), interpretato da Arian Wegener, doppiato da Gabriele Piancatelli.
- Walli (stagione 3), interpretata da Pauline Werner, doppiata da Laura Marcucci.
- Gustav (stagione 3), interpretato da Max Hubacher, doppiato da Federico Frignani.
- Ludovico "Louis" di Baviera (stagione 4), interpretato da Rick Okon.
- Sofia Carlotta di Baviera (stagione 4), interpretata da Philine Schmölzer.
- Re Ludovico II di Baviera (stagione 4), interpretato da Gustav Schmidt, doppiato da Riccardo Petrozzi.

### Personaggi ricorrenti
- Conte Draskoczy, interpretato da Jurijs Djakonovs, doppiato da Fabrizio De Flaviis.
- Maggiordomo Ketterl, interpretato da Girts Krumins, doppiato da Daniele Blandino.
- Mathilde, interpretata da Liv Bohse, doppiata da Carolina La Monica (stagione 1) e Laura Marcucci (stagione 2).
- Napoleone III, interpretato da Boris Alijnovic, doppiato da Marco Fumarola.
- Ambasciatore di Napoleone, interpretato da Lion Leuker, doppiato da Maurizio Raia.
- Cardinale Rauscher, interpretato da Gundars Abolins, doppiato da Dario Oppido.
- Dottor Griebe, interpretato da Vytautas Kaniusonis, doppiato da Gerolamo Alchieri.
- Alma (stagione 3), interpretata da Deniz Orta, doppiata da Giulia Catania.
- Albert (stagione 3), interpretato da Jakob Geßner, doppiato da Sacha De Toni.
- Arciduca Francesco Carlo (stagione 3), interpretato da Daniel Friedrich.
- Barone von Wertheim (stagione 3), interpretato da William Mang.
- Johann (stagione 3), interpretato da Walter Sachers.
- Gisella d'Austria-Ungheria (stagioni 3-4), interpretata da Kristina Schroeter, doppiata da Giorgia Piancatelli.
- Georg Basselet von La Rosée (stagione 4), interpretato da Klaus Steinbacher.
- Responsabile della scuderia Linda Schwarz (stagione 4), interpretata da Eli Riccardi.
- Henriette Mendel (stagione 4), interpretata da Antonia Moretti.
- Adele Schwarz (stagione 4), interpretata da Sabine Timoteo.
- Katharina Mailinger (stagione 4), interpretata da Nadja Sabersky.
- Ispettore Hironymus (stagione 4), interpretato da Waldemar Kobus.

## Produzione

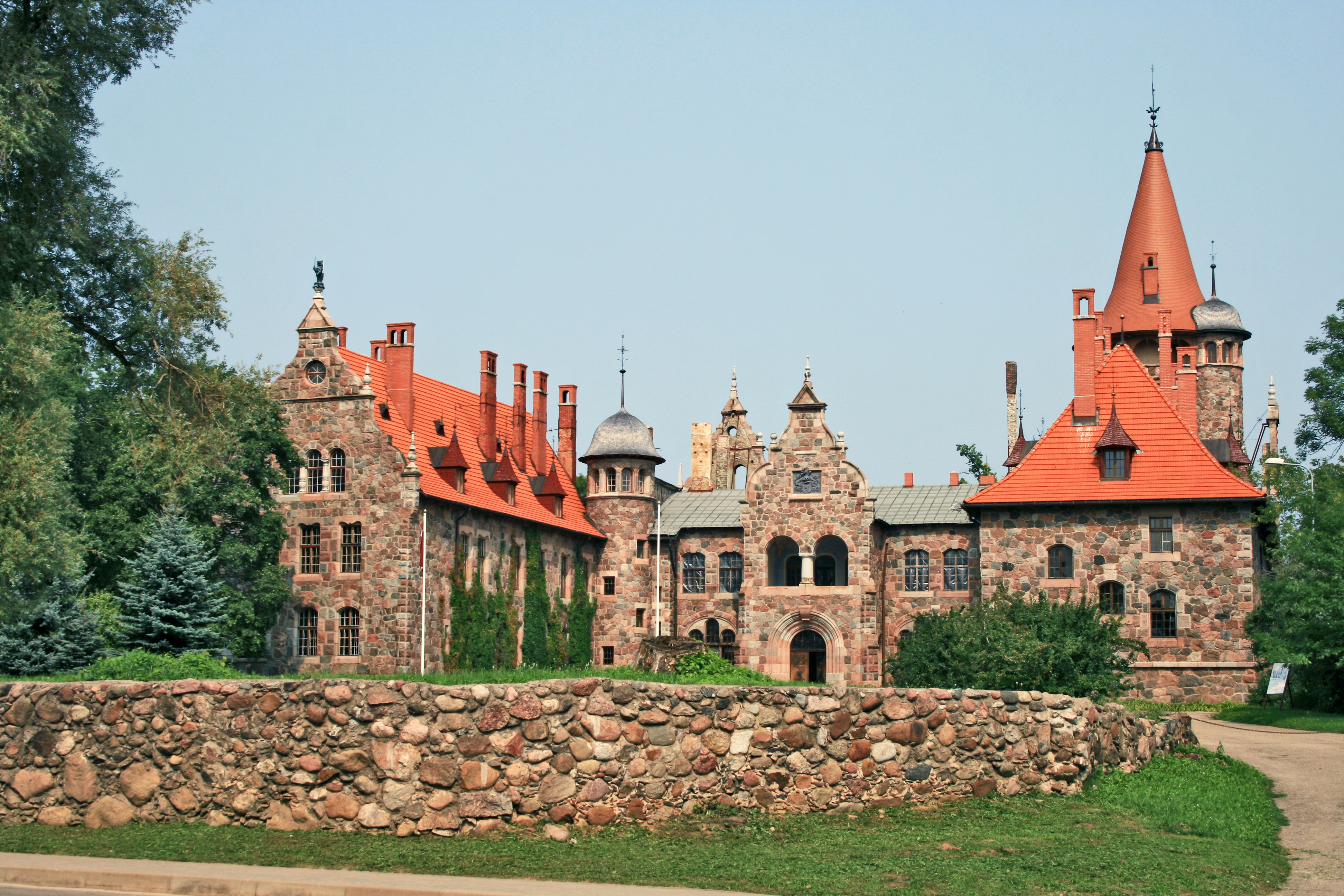
Una delle location: Castello di Cesvaine.

La serie è prodotta da Story House Pictures per RTL in collaborazione con Beta Film, che ha anche registrato le vendite mondiali. I produttori sono Jens Freels e Andreas Gutzeit, che funge anche da showrunner. Il partner di cooperazione è la Austrian Broadcasting Corporation (ORF), la produzione è stata supportata dalla FFF Bayern e dalla German Motion Picture Fund.

### Casting
Michael Schreitel è il responsabile della fotografia, Algirdas Garbaciauskas per la scenografia, Metin Misdik per i costumi, Ralf Herrmann per il suono e Franziska Aigner per i casting.
Il cast della seconda stagione include i nuovi attori: Murathan Muslu nel ruolo del leader ribelle ungherese Ödön Körtek, Amanda da Gloria nel ruolo della contessa Emanuelle Andrássy e Bernd Hölscher nel ruolo di Otto von Bismarck.
Il cast della terza stagione include i nuovi attori: Arian Wegener nel ruolo di Rudolf d'Austria-Ungheria, Pauline Werner e Max Hubacher rispettivamente nella coppia di criminali Walli e Gustav, Deniz Orta nel ruolo di Alma, Jakob Geßner nel ruolo del leader del movimento operaio Albert e Daniel Friedrich nel ruolo dell'arciduca Francesco Carlo.
Il cast della quarta stagione include i nuovi attori: Rick Okon nel ruolo del fratello di Sissi, Louis, Philine Schmölzer nel ruolo di Sophie Charlotte, Klaus Steinbacher nel ruolo del fantino Georg Basselet di La Rosée, Gustav Schmidt nel ruolo di re Ludovico II, Antonia Moretti nel ruolo di Henriette Mendel, Eli Riccardi, Sabine Timoteo, Nadja Sabersky e Waldemar Kobus nel ruolo dell'ispettore Hieronymus.

### Presentazione
In vista della prima mondiale al Festival di Cannes, Beta Film ha firmato una serie di contratti per la trasmissione mondiale. I diritti della prima stagione sono stati acquisiti, tra gli altri, dall'emittente privata italiana Mediaset, Globoplay in Brasile, NPO 2 nei Paesi Bassi, RTL in Ungheria, RTVS in Slovacchia e Viasat World. Ci sono stati anche contratti con VTM 3 in Belgio, TF1 in Francia e ORF 1 in Austria.
La prima proiezione della prima stagione è stata l'11 ottobre 2021 al Festival di Cannes. In precedenza, RTL aveva annunciato l'estensione per una seconda stagione. 

### Rinnovo
Nel mese di gennaio 2022 la produzione ha rinnovato la serie per una seconda stagione di sei episodi. Il 15 febbraio 2023 la produzione ha rinnovato la serie per una terza stagione, nuovamente di sei episodi. Nel mese di gennaio 2024 la produzione ha rinnovato la serie per una quarta stagione, nuovamente di sei episodi.

### Riprese
Le riprese della prima stagione si sono svolte tra i mesi di aprile e agosto 2021 in Lettonia, Lituania, Austria, Ungheria e Germania. Le scene che si svolgono nella Vienna storica sono state girate a Vilnius e Riga per motivi di costo, tra l'altro. La Filarmonica Nazionale Lituana e l'Università di Vilnius furono utilizzate per le riprese esterne ed interne della Hofburg di Vienna. La residenza di Würzburg ha fatto da sfondo alla produzione da otto milioni di euro, così come il Berchtesgadener Land. Altre riprese sono state eseguite presso il castello di Rundāle e il castello di Cesvaine.
Le riprese della seconda stagione si sono svolte tra i mesi di aprile e agosto 2022 in Lettonia, in Lituania e in Polonia.
Le riprese della terza stagione sono state effettuate tra i mesi di aprile e agosto 2023 in Croazia, a Riga (Lettonia), a Vilnius (Lituania) e nei dintorni.
Le riprese della quarta stagione sono state effettuate tra i mesi di aprile e agosto 2024 a Riga (Lettonia) a Vilnius (Lituania) e nei dintorni, nonché in Croazia e Slovenia.

### Romanzi
All'inizio della prima stagione è stato pubblicato il romanzo Sisi: Das dunkle Versprechen di Elena Hell e Robert Krause, che ha anche scritto le sceneggiature della serie, mentre un secondo volume intitolato Sisi: Verlangen und Verrat è stato pubblicato nella primavera del 2022.

### Altri adattamenti
La storia della vita di Elisabetta d'Austria-Ungheria era stata precedentemente adattata nel 1955 nel film La principessa Sissi (Sissi) diretto da Ernst Marischka, con Romy Schneider e Karlheinz Böhm.
Nel 2022, Netflix ha presentato un ulteriore adattamento della storia di Sissi, ovvero la serie televisiva L'imperatrice, con Devrim Lingnau e Philip Froissant nei panni della giovane coppia imperiale.

## Distribuzione
In Germania la serie è stata distribuita sul servizio di streaming RTL+ dal 12 dicembre 2021 al 1º dicembre 2024 e trasmessa su RTL dal 28 dicembre 2021 al 16 dicembre 2024: la prima stagione è stata distribuita il 12 dicembre 2021 e trasmessa dal 28 al 30 dicembre dello stesso anno, la seconda stagione è stata distribuita il 16 dicembre 2022 e trasmessa il 27 e il 28 dicembre 2022, la terza stagione è stata distribuita il 1º dicembre 2023 e trasmessa il 27 e il 28 dicembre 2023, mentre la quarta ed ultima stagione è stata distribuita il 1º dicembre 2024 e trasmessa il 15 e il 16 dicembre 2024.
In Francia la serie va in onda su TF1 dal 23 dicembre 2021: la prima stagione è stata trasmessa il 23 e il 30 dicembre 2021, mentre la seconda stagione è inedita.
In Belgio la serie è andata in onda su VTM 3 dal 27 dicembre 2021 al 25 dicembre 2024: la prima stagione è stata trasmessa dal 27 al 29 dicembre 2021, la seconda stagione è stata trasmessa dal 26 al 28 dicembre 2022, la terza stagione è stata trasmessa dal 27 al 29 dicembre 2023, mentre la quarta ed ultima stagione è stata trasmessa dal 23 al 25 dicembre 2024.
In Austria la serie va in onda su ORF 1 dal 28 dicembre 2021: la prima stagione è stata trasmessa dal 28 al 30 dicembre 2021, mentre la seconda stagione è stata trasmessa il 27 e il 28 dicembre 2022.
In Italia la serie è andata in onda in prima serata su Canale 5 dal 28 dicembre 2021 al 6 agosto 2025: la prima stagione è stata trasmessa dal 28 dicembre 2021 all'11 gennaio 2022, la seconda stagione è stata trasmessa dal 28 dicembre 2022 al 4 gennaio 2023 con il titolo di Sissi - Atto secondo, la terza stagione è stata trasmessa l'11 e il 13 giugno 2024 con il titolo di Sissi - Atto terzo, mentre la quarta ed ultima stagione è stata trasmessa il 5 e il 6 agosto 2025 con il titolo di Sissi - Atto finale.
Nei Paesi Bassi la serie è andata in onda da KRO-NCRV su NPO 2 dal 31 dicembre 2021 al 14 marzo 2025: la prima stagione è stata trasmessa dal 31 dicembre 2021 all'8 gennaio 2022, la seconda stagione è stata trasmessa dal 26 al 31 dicembre 2022, mentre la terza stagione è stata trasmessa dal 5 gennaio al 6 febbraio 2024, mentre la quarta ed ultima stagione è stata trasmessa dal 7 febbraio al 14 marzo 2025.

## Trasmissioni internazionali
| Paese               | Rete televisiva                                                      | Prima TV locale  |
| ------------------- | -------------------------------------------------------------------- | ---------------- |
| Germania            | RTL+                                                                 | 12 dicembre 2021 |
| Germania            | RTL                                                                  | 28 dicembre 2021 |
| Austria             | ORF 1                                                                | 28 dicembre 2021 |
| Ungheria            | RTL Most+                                                            | 17 dicembre 2021 |
| Francia             | TF1                                                                  | 23 dicembre 2021 |
| Belgio              | VTM 3                                                                | 27 dicembre 2021 |
| Italia              | Canale 5                                                             | 28 dicembre 2021 |
| Australia           | SBS Broadcasting Group                                               |                  |
| Emirati Arabi Uniti | MBC Group, Shahid, MBC4, One TV, Dubai One, MBC Persia, MBC+ Variety |                  |
| Paesi Bassi         | KRO-NCRV su NPO 2                                                    | 31 dicembre 2021 |
| Brasile             | TV Globo                                                             |                  |
| Romania             | Kanal D 2                                                            | 6 aprile 2023    |
| Egitto              | Mix One                                                              |                  |

## Accoglienza

### Recensioni
Il sesso come parte importante della serie si riflette anche nelle recensioni: Stefan Weinberger del Kronen Zeitung afferma che il sesso vende, Jens Maier di Stern vede una coppia da sogno sessuata, Carolin Ströbele di Zeit considera la serie altamente incredibile tanto che la mette a confronto con Cinquanta sfumature di grigio.
Tilmann P. Gangloff ha assegnato cinque stelle su sei su tittelbach.tv e ha affermato che valeva la pena vedere la serie principalmente per i due attori principali. Dominique Devenport incarna Sissi come un simpatico maschiaccio, Jannik Schümann offre all'imperatore un attraente abisso. Anche se questa serie non racconta tutta la triste verità, è molto più drammatica della storia d'amore kitsch di Heimatfilm degli anni '50.
Isabella Wallnöfer ha espresso una valutazione simile sul quotidiano austriaco Die Presse. Dominique Devenport ha presentato la futura imperatrice come un'adolescente vivace con sex appeal, e Jannik Schümann l'imperatore come un militare aggressivo e un temerario ammiratore fin dalla tenera età. Il regista Sven Bohse rispolvera il dramma storico, elimina il kitsch dal mito dell'imperatrice e racconta la sua storia in modo vivace, moderno e contemporaneo. D'altra parte, lo scienziato comportamentale e presentatore televisivo Antal Festetics, anche lui sulla stampa, che gestisce la serie come stupidità cinematografica, la maldestra falsificazione della storia: In contrasto con l'annuncio vanaglorioso di una storia di Sisi storicamente veritiera, l'intruglio non contiene altro che il sesso tardo-adolescenziale e le fantasie violente del suo creatore.
Christoph Brodnjak ha valutato la serie su filmpluskritik.com con sette stelle su dieci, è stato assolutamente competente e ha dato un tocco moderno alla famosa storia dell'imperatrice Elisabetta. Dominique Devenport in particolare non può che essere elogiata per la sua recitazione. Tuttavia, a causa della sua miscela di melodramma e realismo enfatizzato, la serie è sempre un po' irregolare, riesce a superare i molti eventi e si vorrebbe che il tutto fosse presentato un po' più condensato.
Per la terza stagione Birgit Baumann ha scritto su DerStandard.at che il quadro storico era teso come un vecchio elastico e che c'era molto spazio per Hanebüchenes. All'inizio c'era ancora un notevole sforzo per mostrare l'emancipazione di Sissi e quindi una nuova interpretazione della dolcezza della Marischka. Nella seconda metà della stagione, la storia si inclina completamente verso Robber's Pistol.
Valutazione di RTL
Secondo RTL, la serie è il riavvio di fiction di maggior successo di un originale RTL+ fino ad oggi.

## Riconoscimenti
- Bavarian TV Awards
  - 2022: Candidatura come Serie preferita per Sissi (Sisi)
- Blue Panther - Premio TV e streaming
  - 2022: Candidatura come Serie preferita per Sissi (Sisi)[66]
- German Television Awards
  - 2023: Candidatura come Miglior attrice a Dominique Devenport[67][68]
  - 2023: Candidatura come Miglior attrice a Désirée Nosbusch
  - 2023: Candidatura come Miglior regia di fiction a Sven Bohse e Miguel Alexandre
  - 2023: Candidatura come Miglior musica a Jessica de Rooij
  - 2023: Candidatura come Migliore scenografia a Daiva Petrulyte, Algis Garbaciauskas e Metin Misdik
- Romy Awards
  - 2022: Candidatura come Attrice più popolare a Désirée Nosbusch[69]
  - 2022: Candidatura come Scoperta femminile a Dominique Devenport[70]
- Jupiter Award
  - 2022: Premio come Miglior serie nazionale per Sissi (Sisi)
  - 2022: Premio come Miglior attrice nazionale a Dominique Devenport[71]
  - 2022: Premio come Miglior attore nazionale a Jannik Schümann[72]
  - 2022: Premio come Miglior serie televisiva tedesca a Sven Bohse
- Seoul International Drama Awards
  - 2022: Candidatura come Miglior regista a Sven Bohse